# Mns Krueng (Ingin Jaya)
Mns Krueng is een bestuurslaag in het regentschap Aceh Besar van de provincie Atjeh, Indonesië. Mns Krueng telt 1681 inwoners (volkstelling 2010).